# ソーセージロール
ソーセージロール(Sausage roll)は、現在及びかつてのイギリス連邦国家で人気のあるパンである。ソーセージ肉とそれを包むパフペイストリーからなる。ヨーロッパやその他の地域で様々なバリエーションが知られているが、イギリス料理とされることが多い。

## 作り方

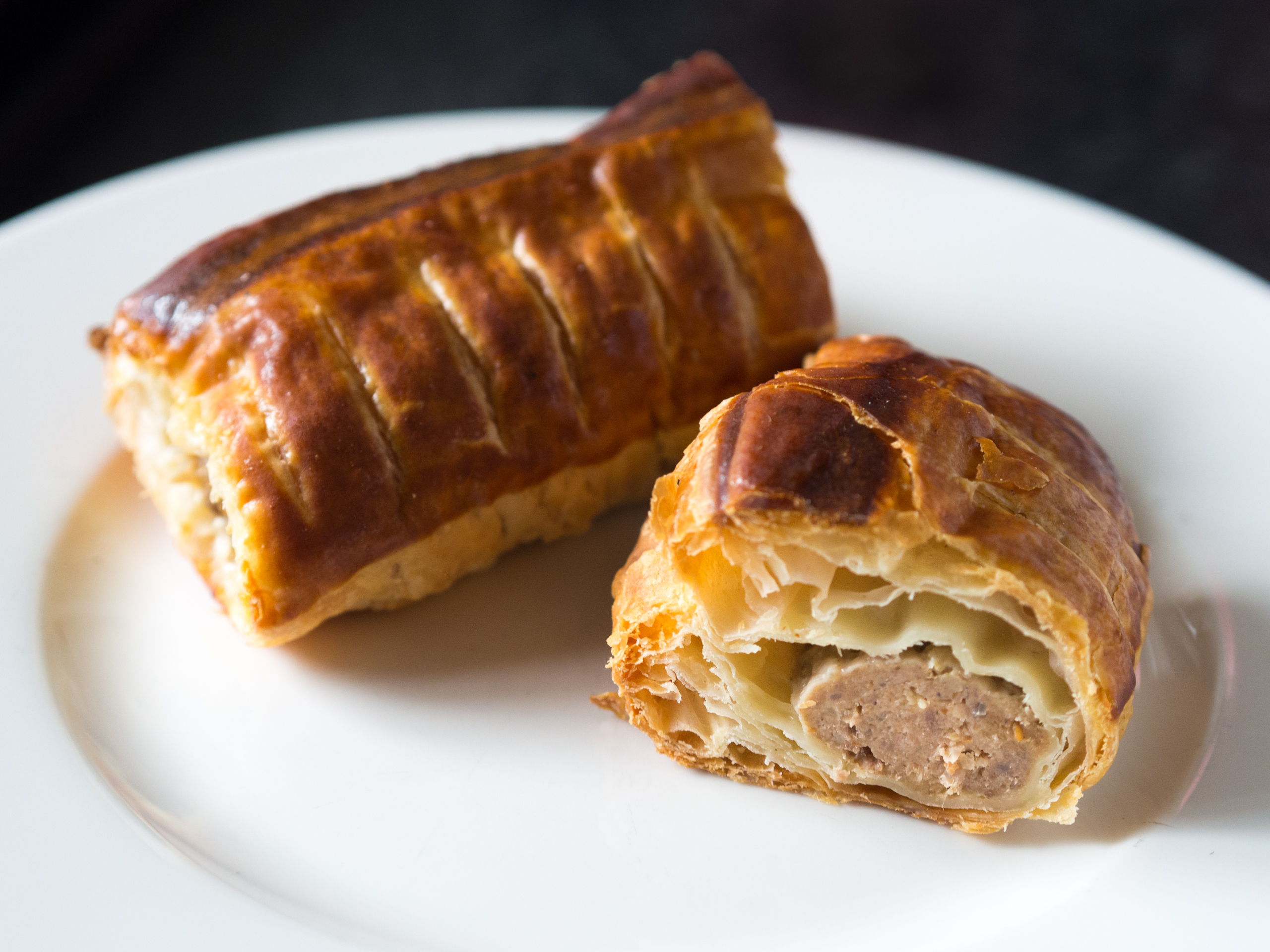
オランダのソーセージロール。パフペイストリーの中に挽肉が見える。

チューブ状にしたパフペイストリーのシートでソーセージ肉を巻き、卵または牛乳でグレイズしてから焼いて作る。熱い状態で食べることも冷たくして食べることもある。19世紀には、パフペイストリーの代わりにshortcrust pastryを用いて作った。
ヴィーガン用に、代替肉を使って同じように作ることもできる。

## 売上げ

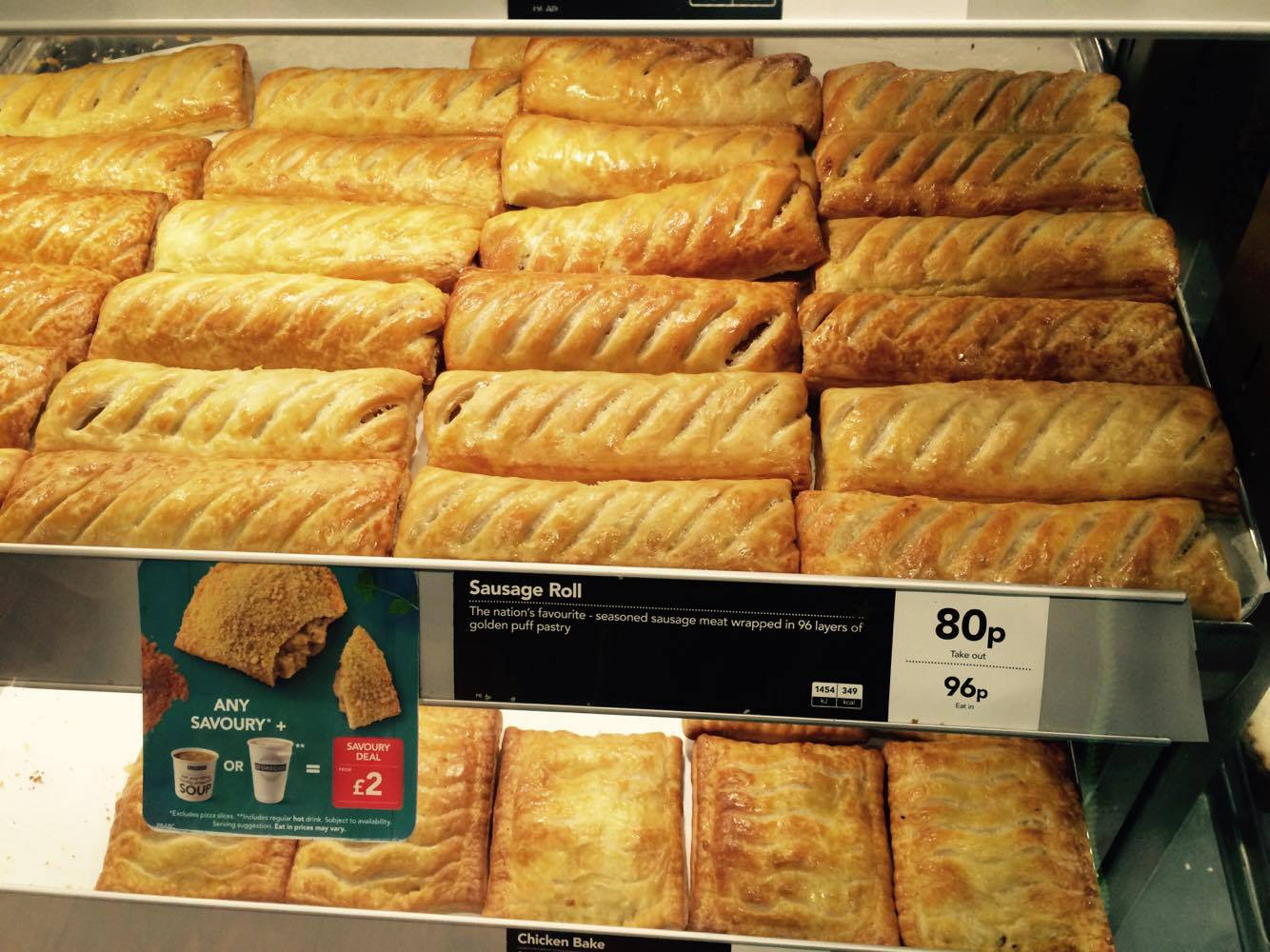
イギリスのグレッグスで販売されるソーセージロール

イギリスでは、ベーカリーチェーンストアのグレッグスは、1週間に約250万個、言い換えると1年間に1.4億個のソーセージロールを売り上げた。

## 歴史
肉やその他の食材をパン生地で巻く料理は、古代ギリシャや古代ローマに遡る。豚肉を具材としたロールパンは、ナポレオン戦争時のロンドンで人気になり、イギリス料理と見なされるようになった。
1809年9月20日、Bury and Norwich Postは、サレップ、バンズ、ソーセージロールの勤勉な販売者である、75歳のT. Lingについての記事を掲載した。タイムズ誌では、ホールセール用にポークパイとソーセージロールを作っていたメーカーであるウィリアム・ジョンストンが、不健全、不健康で食品に適さない大量の肉を保管していたとして、迷惑行為禁止法違反で15ポンド（2021年の価値で1600ポンド）の罰金を科されたとして、初めてこの食品が記事となった。

## 各国のソーセージロール
肉とペイストリーからなる似たレシピには、チェコのklobásník、ベルギーのworstenbroodje、オランダのsaucijzenbroodje、ドイツのMünsterländer Wurstbrötchen、アメリカ合衆国のソーセージブレッドやピッグズ・イン・ア・ブランケットがある。
香港の腸仔包は、ソーセージを柔らかい食パンで包んだものである。

## 文化
ギルバート・アンド・サリヴァンによる1896年のオペレッタThe Grand Dukeでは、共犯者がソーセージロールを食べることでお互いを認識するプロットの道具としてソーセージロールを用いている。
イングランドのYouTuberであるLadBabyは、2018年から2022年までの5年間、"I Love Sausage Rolls"、"Don't Stop Me Eatin'"、"Sausage Rolls for Everyone"等のソーセージロールに関する替え歌で、全英シングルチャートのクリスマスナンバーワンを獲得した。